# Jiří Zídek (1944–2022)
Jiří Zídek Sr (ur. 8 lutego 1944 w Pradze, zm. 21 maja 2022 tamże) – czeski koszykarz występujący na pozycji środkowego, reprezentant Czechosłowacji, olimpijczyk, po zakończeniu kariery zawodniczej trener koszykarski.
Jest ojcem Jiříego Juniora, gracza NBA, mistrza NCAA (1995), Euroligi (1999) oraz wielu innych lig.
W sezonie 1969/70, podczas rywalizacji Tesla Žižkov – Dukla Olomouc (121:131) zdobył 68 rekordowe punktów. Jest liderem strzelców wszech czasów ligi czechosłowackiej, z łączną sumą 10838 zdobytych punktów.
Znalazł się w grupie 105 kandydatów nominowanych do grona 50 Największych Osobistości Euroligi (2008).

## Osiągnięcia

### Zawodnicze
Na podstawie, o ile nie zaznaczono inaczej.
Drużynowe
- 6-krotny mistrz Czechosłowacji (1965, 1966, 1969, 1971, 1972, 1974)
- Wicemistrz:
  - Pucharu Europy Mistrzów Krajowych (1966)
  - Czechosłowacji (1963, 1964, 1967, 1968, 1970, 1973, 1976, 1977)
- Brązowy medalista mistrzostw Czechosłowacji (1975)
- 3. miejsce w Pucharze Europy Mistrzów Krajowych (1971)
- 4. miejsce w Pucharze Europy Mistrzów Krajowych (1967)
- Zdobywca Pucharu Europy Zdobywców Pucharów (1969)
- Finalista Pucharu Europy Zdobywców Pucharów (1968)

Indywidualne
- Czechosłowacki Koszykarz Roku (1970, 1972)
- Uczestnik FIBA All-Star Games (1966, 1967)
- Lider:
  - wszech czasów w punktach ligi czechosłowackiej
  - strzelców finałów:
    - Pucharu Europy Mistrzów Krajowych (1966)
    - Pucharu Europy Zdobywców Pucharów (1968)
- Najlepszy Koszykarz XX w. Ligi Czechosłowackiej (2001)
- Wybrany do:
  - Czeskiej Galerii Sław Koszykówki (2013)
  - Galerii Sław Koszykówki FIBA (2019)[5]

Reprezentacja
- Wicemistrz Europy (1967)
- Brązowy medalista mistrzostw Europy (1969)
- Uczestnik
  - mistrzostw Europy (1963 – 10. miejsce, 1965 – 7. miejsce, 1967, 1969, 1971 – 5. miejsce, 1973 – 4. miejsce)
  - igrzysk olimpijskich (1972 – 8. miejsce)
  - mistrzostw świata (1970 – 6. miejsce, 1974 – 10. miejsce)
- Zaliczony do I składu mistrzostw Europy (1967)

### Trenerskie
- Brązowy medalista mistrzostw Czechosłowacji (1988)